# Malendea pungens
Malendea pungens är en insektsart som beskrevs av Rauno E. Linnavuori och Al-ne'amy 1983. Malendea pungens ingår i släktet Malendea och familjen dvärgstritar. Inga underarter finns listade i Catalogue of Life.